# Ambasada Turcji przy Stolicy Apostolskiej
Ambasada Turcji przy Stolicy Apostolskiej – misja dyplomatyczna Republiki Turcji przy Stolicy Apostolskiej. Ambasada mieści się w Rzymie.

## Historia
9 czerwca 1977 ormiański zamachowiec postrzelił ambasadora Turcji przy Stolicy Apostolskiej Taha Carima. Dyplomata zmarł sześć godzin po zamachu. Wcześniej ambasador dostawał pogróżki, w których grożono atakiem na niego, jeżeli Turcja nie wypuści na wolność ormiańskich więźniów politycznych. Był to jeden z kilku zamachów na tureckich dyplomatów w Europie w tamtych czasach. Stolica Apostolska uznała to zabójstwo za terroryzm
W 2015 Turcja wycofała swojego ambasadora przy Stolicy Apostolskiej w proteście przeciwko nazwaniu przez papieża Franciszka ludobójstwem wydarzeń w Armenii w latach 1915–1917. Ambasador powrócił do pełnienia misji po 10 miesiącach. Wcześniej wydarzenia te były publicznie uznawane za ludobójstwo m.in. przez Jana Pawła II.